# Hazelton, North Dakota
Hazelton är en ort i Emmons County i North Dakota. Vid 2010 års folkräkning hade Hazelton 235 invånare.